# Tatra K3R-N
Tatra K3R-N je češki poluniskopodni trodelni tramvaj kompanije ČKD Tatra. Napravljen je modernizacijom tramvaja Tatra K2 od strane preduzeća  za Gradsko saobraćajno preduzeće Brno. Dva tramvaja su modernizovana od 2002. do 2004. godine, a druga dva su proizvedena 2006. godine i saobraćaju samo u Brnu, Češka.

## Istorija
Nakon što se uočilo da je potrebno modernizovati tramvaje Tatra K2, preduzeće  je napravila dobru ponudu za njihovu modernizaciju, sa dodavanjem trećih, središnjih kola. Renovirana vozila imaju približni kapacitet tramvaja Tatra KT8D5.

### Modernizacija

#### Prvi tramvaj
Originalna kola tramvaja Tatra K2 su prošla remont, i treća, niskopodna kola su dodata u sredinu, što je omogućilo i dodavanje prostora za invalidska kolica. Na levoj strani tih kola, naspram vrata, se nalaze široka vrata u slučaju nužde, kroz koja mogu da prođu invalidska kolica. Sve jedinice su dobile nova uzglavlja od laminata koje je dizajnirao Patrik Kotas, koji se u Brnu koriste u većoj količini. Unutrašnjost je takođe modernizovana sa novim sklopivim vratima, prozorima, rukohvatima, sedištima, podovima protiv klizanja i sistemom za informisanje putnika. Vozačeva kabina je takođe modernizovana sa ručnim menjačem, novom kontrolnom konzolom, klima uređajem i novim sedištem.

#### Drugi tramvaj
Drugi tramvaj se od prvog razlikuje po detaljima po korišćenju lakših i jačih spojnica, i povećanim kanalima za hlađenje motora, ali najveća promena je odsustvo izlaza u slučaju nužde u srednoj jedinici.

#### Ostali tramvaji
Poslednja dva tramvaja su ista kao i drugi sa izuzetkom drugog polupantografa i drugačije artikulacije, ali su napravljeni potpuno novi uz korišćenje originalnih dokumenata i nacrta za Tatru K2.

## Operateri
| Država | Grad | Operater                           | Broj Vozila | Garažni brojevi |
| ------ | ---- | ---------------------------------- | ----------- | --------------- |
| Češka  | Brno | Gradsko saobraćajno preduzeće Brno | 4           | 1751-1754       |

## Dalje informacije

### Prvi tramvaj
Prva modernizacija tramvaja Tatra K2 na model Tatra K3R-N je započeta 2002. godine. Zbog situacije sa pojedinim vozilima K2, jer su vozili u vrlo neispravnom stanju, jedno vozilo K2 (garažni broj 1065) je prodato kompaniji Pars Nova (na modernizovanje). Zatim, taj K2 je 26.9.2002. poslat u Šumperk, krenuvši iz Brna. U avgustu 2003, modernizacija je gotova, a u septembru iste godine je modernizovani tramvaj izložen na Međunarodnom sajmu inženjeringa u Brnu, gde je dobio nagradu od generalnog direktora sajma. Probni rad bez putnika je počeo u novembru 2003, a probni rad sa putnicima je počeo 11.2.2004. U junu 2004, model K3R-N je odobren od strane Češke železničke uprave, uz licencu. Tramvaj je do tada vozio bez garažnog broja, i još uvek je bio pod vlasništvom Pars Nove. Gradsko Saobraćajno Preduzeće Brno je 1.7.2004. prvi put otpremilo tramvaj, i to promenivši mu garažni broj u 1751.

### Ostali tramvaji
Zahvaljujući odobrenju modela, sledeći K2 je poslat u Šumperk početkom juna 2004, a to je bio garažni broj 1115. U oktobru iste godine, modernizovan u model K3R-N, tramvaj je vraćen u Brno. Međutim, redovna vožnja je počela tek u januar 2005, uz garažni broj 1752. Iako je Pars Nova dozvolila do 22 tramvaja K3R-N, kupljena su još samo dva. Oba tramvaja su potpuno novoproizvedena na bazi podataka za Tatru K2. Garažni brojevi 1068 i 1071 su dostavljeni u Brno krajem 2006. Sa garažnim brojem promenjenim u 1753, prvi tramvaj je krenuo redovno da vozi u oktobru 2006, a drugi, sa promenjenim garažnim brojem u 1754, krenuo je redovno da vozi u decembru iste godine.

### Kvarovi
Zbog neodgovarajućeg rešenja za ubacivanje srednjih kola, posle nekoliko godina redovnog saobraćanja, kod nekih tramvaja K3R-N su se oštetile osovine srednjih kola. Ta šteta je bila vrlo ozbiljna, zbog nestanka bezbednosti tokom vožnje, pa su zatim tri tramvaja povučena iz upotrebe u septembru 2009, i u februaru 2010. Izuzetak je bio garažni broj 1751, koji je 2009. prošao dug pregled, i uz dobre rezultate, ostao u funkciji. Ostala tri tramvaja su bila van upotrebe, čekajući rešenje problema oko dizajna osovine. Garažni broj 1752 je pušten u rad 2012, a garažni broj 1754 sledeće godine, dok je ubrzo zatim pušten u rad i garažni broj 1753. Međutim, tramvaji 1751 i 1753 su privremeno povučeni iz rada 2016, a u funkciji su ostali tramvaji 1752 i 1754. Mada, garažni broj 1754 je ubrzo povučen jer se primetilo da je u kvaru. Nakon toga, jer se naručilo 20 novih tramvaja Škoda 13T, tramvaji K3R-N više nisu očekivali puštanje u rad, tako da je i tramvaj 1752 povučen iz upotrebe. Međutim, krajem 2017. je potpisan ugovor sa Pars Novom o popravci sva četiri tramvaja K3R-N. Prvobitni plan je podrazumevao transport tramvaja 1751 i 1753 do Šumperka, i njihovo puštanje u rad u roku od 14 nedelja, i naknadnu popravku preostala dva tramvaja po uzoru na prva dva, i to direktno u Brnu, u roku od osam nedelja. Remont električne opreme je naručen posebno od Pragiomeksa. Tramvaji 1751 i 1753 su poslati proizvođaču u decembru 2017, ali su došli sa remonta tek u januaru i februaru 2019, a pušteni su u rad tek u proleće i leto iste godine. Zbog odličnog remonta, nastavljena je saradnja sa kompanijom, bez obzira na kašnjenje, i središnja kola preostala dva tramvaja su takođe poslata proizvođaču. Popravljena kola su došla nazad u januaru 2020, a oba tramvaja su puštena u rad u oktobru iste godine.